# Герб Гвінеї

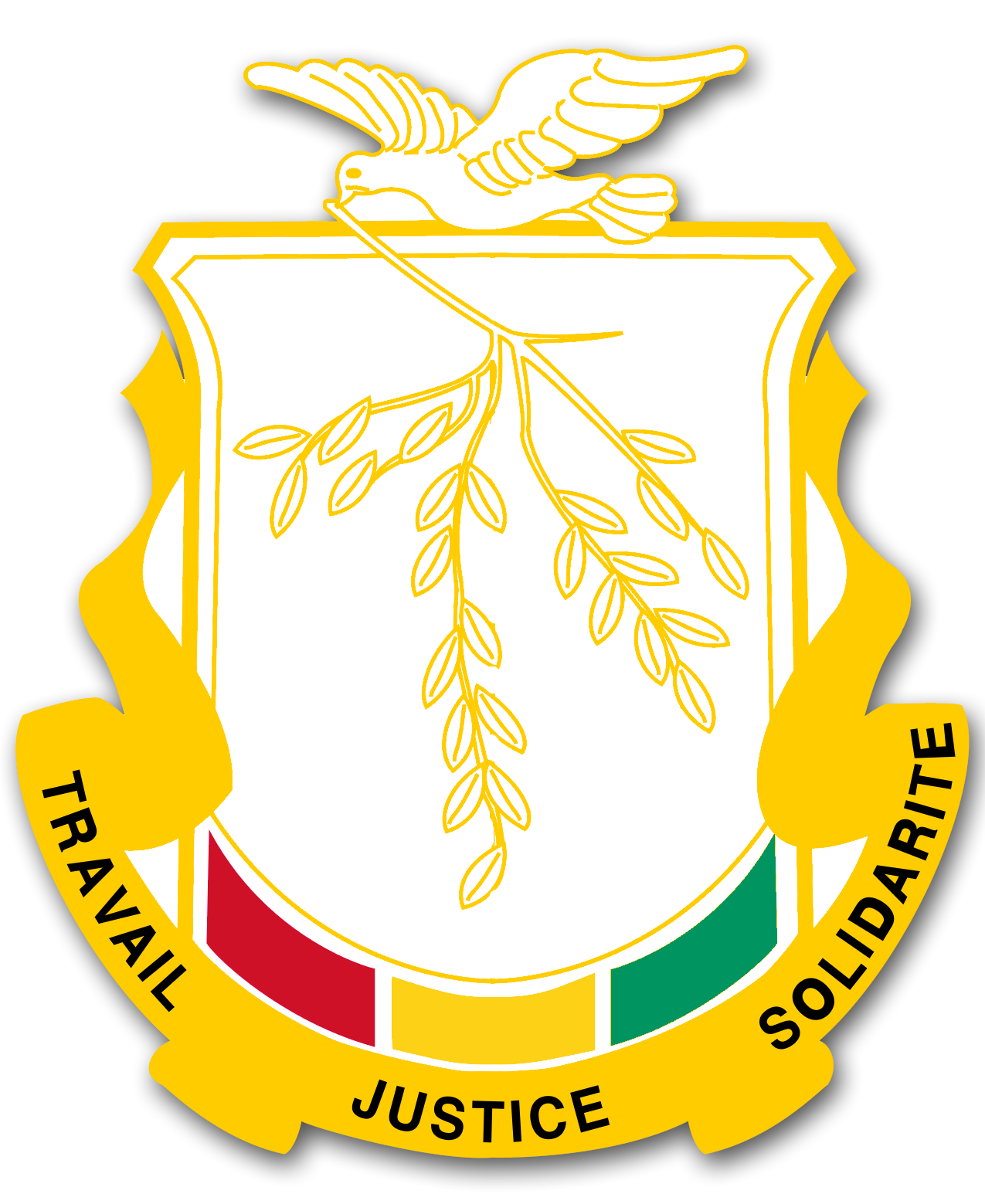
Герб Гвінеї

Герб Гвінеї — символ державної влади Гвінеї. Герб був прийнятий у 1984 році після смерті президента Ахмеда Секу Туре і військового перевороту, який відбувся по його смерті. Раніше існуючий герб був прийнятий в 1958 році, на ньому був зображений слон, що був одночасно символом правлячої Демократичної партії Гвінеї.
У центрі герба розташований щит з двома з трьох кольорів національного прапора: червоний і зелений. Нижня частина щита забарвлена повністю відповідно до забарвленням національного прапора: червоний, жовтий і зелений. Червоний колір символізує кров, пролиту в боротьбі за свободу, жовтий — колір гвінейського золота і сонця, зелений — африканську природу. Крім того на гербі зображений голуб з гілкою над схрещеними мечем і гвинтівкою. У 1997 році затверджено нову версію герба — без меча і гвинтівки. На стрічці внизу герба написаний девіз: «Праця, Правосуддя, Солідарність» (фр. Travail, Justice, Solidarité). Кожен колір на гербі відповідає одному з слів девізу: червоний — «Праця», жовтий — «Справедливість», зелений — «Солідарність».